# Subkultfestivalen
Subkultfestivalen är en musikfestival med fokus på subkulturella kulturyttringar och livsstilar som hölls för första gången 2016 i Trollhättan. Åren 2020 och 2021 ställdes festivalen in på grund av pandemi, men återupptogs 2022 på ny plats, Dalaborgsparken i Vänersborg, där den även hölls 2023 och 2024. 

## Allmänt
Festivalen är en utomhusfestival med fokus på rätten till kultur och framhäver subkulturella och normöverskridande kulturyttringar och livsstilar av alla dess slag.
Festivalen arrangerades för första gången den 12-13 augusti 2016 i Trollhättans Folkets Park, och anordnades på denna plats även 2017, 2018 och 2019. År 2020 och 2021 blev arrangemanget inställt på grund av pandemi, men har sedan 2022 anordnats i Dalaborgsparken i Vänersborg. Den drivs av den ideella föreningen KF Subvox, där Mirre Sennehed varit grundare och flerårig festivalgeneral.
Subkultfestivalen, också kallad för Subkult, är från början en hommage till Arvikafestivalen och har hämtat mycket inspiration därifrån. Som underhållning på festivalen finns en stor bredd som Synth, Rock, Goth, Metal, Indie Pop, Psytrance, Electro, Electro pop, Post Punk med mera. Det finns även andra kulturyttringar som exempelvis magdans, burlesque, graffiti, spraymålning, eldslukning, styltgång.

### Festivalområde och scener
Under åren 2016–2019 bestod festivalområdet av hela Folkets Park i Trollhättan och innehöll tre stycken scener, ett VIP-område, marknad och barområde. Scenerna var uppkallade med inspiration bland annat från Arvikafestivalen. Huvudscenen hette Aura och var utomhus. Den näst största scenen som är inomhus hette Stella och är namngiven som en hyllning till Per 'Pelle' Nordkvist som blev mördad i Göteborg 2010 för sin subkulturella stil. Festivalens DJ-scen heter Helgon och är döpt efter communityt Helgon.net.
Åren 2020 och 2021 var festivalen inställd på grund av pandemi.
År 2022 återupptogs festivalen på ny plats, Dalaborgsparken i Vänersborg. Festivalområdet hade en stor utomhusscen, Aura, placerad vid entrén och en mindre inomhusscen, Stella, i en gammal dansbanerotunda inne på området. Även 2023 och 2024 års festival hölls i Dalaborgsparken.

### Musikalisk inriktning
Inledningsvis var fokus på genrer som goth, synth, steampunk, emo, lolita och industrial. 2017 låg fokus på rock, 2018 dominerade elektronisk musik och 2019 fanns mer av metal och punk.
Inriktningen 2022 beskrevs som ena benet fast placerat i synthscenen medan det andra växlat mellan goth, postpunk och "något annat", som detta år var svensk punk.

### Band 2016
Festivalen anordnades 12-13 augusti 2016 i Folkets Park i Trollhättan.

- Covenant
- Clan of Xymox
- Kristian Anttila
- Tiamat
- Centhron
- Agent Side Grinder
- The Coffinshakers
- Wulfband
- Me The Tiger
- Xenturion Prime
- Essence of Mind
- Miss Tee
- Lava Bangs
- HEX
- Cynical Existence
- Demonen
- The Operating Tracks
- Agent Blå
- Dismissed
- Riket
- Mansion
- Asperger Synthdrome
- Tikkle Me
- DJ Starving Insect
- DJ Icepick
- Styx
- Vindla Eldkonst

### Band 2017
Festivalen anordnades 16-17 juni 2017 i Folkets Park i Trollhättan.

- The 69 Eyes
- Vive La Fête
- Project Pitchfork
- Aesthetic Perfection
- She Past Away
- S.P.O.C.K
- Spark!
- Walking With Strangers
- Moto Boy
- Pretty Addicted
- Scumbag Millionaire
- Rave The Reqviem
- Container 90
- Red Mecca
- Pale Honey
- Machinista
- Alice B
- Vanguard
- Lizette Lizette
- Canis Lupus
- Norrsköld
- Dpoint
- The Kasketeers
- Dr. Arthur Krause
- Human Lynx
- Kristian Anttila
- Glenn Udéhn
- Riket
- Elin Rigby
- H.M Hammarin
- Weaver
- Harley Queen
- DJ Nodelijk
- DJ Reza
- DJ Icepick
- Miss Little Lilith
- Sire Plague
- DJ Fredrik Strage
- DJ Asperger Synthdrome
- DJ Darkroom
- Love Antell (Konstnärligt)

### Band 2018
Festivalen anordnades 15-16 juni 2018 i Folkets Park i Trollhättan.

- Suicide Commando
- Marsheaux
- Empathy Test
- NZ
- Freakangel
- Alice in Videoland
- Karin Park
- Priest
- The Exploding Boy
- The Guilt
- Noisuf-X
- Jäger 90
- Rymdkraft
- Hante.
- DJ Anneli

### Band 2019

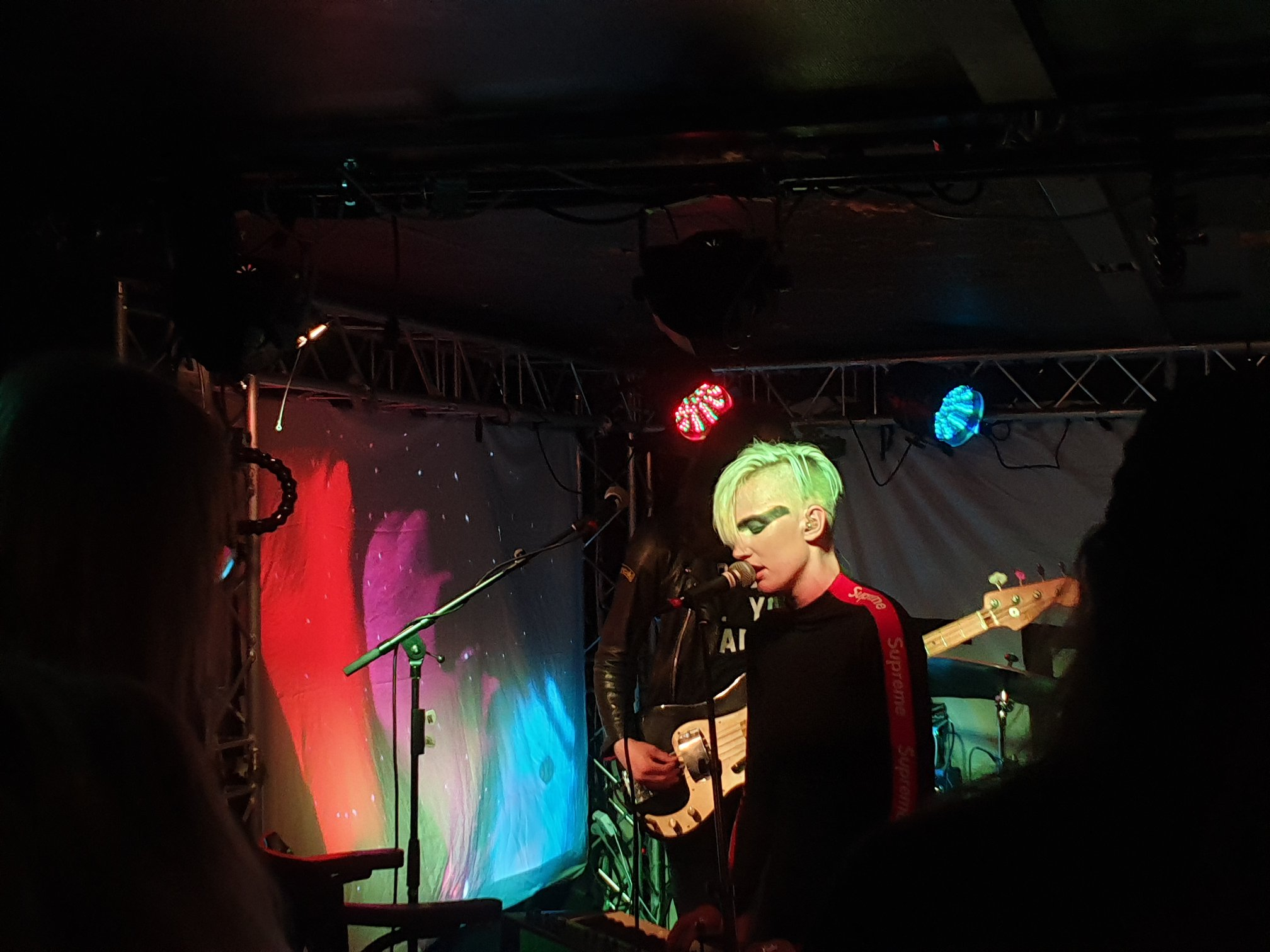
Felin framträder på Subultfestivalen 2019.

Festivalen anordnades 13-15 juni 2019 i Folkets Park i Trollhättan.

- Evergrey
- Solar Fake
- Rotersand
- Rein
- De Lyckliga Kompisarna
- Wulfband
- Sturm Café
- Cyhra
- Spetsnaz
- Dive
- Eleine
- Beseech
- A Projection
- Octolab
- Scarlet[förtydliga]
- Dead Kittens
- Isolated Youth
- Världen Brinner
- Seadrake
- Black Magic Fools
- Pretty Addicted
- Ilusio
- Bataar
- Svarta Sanningar
- Dahlia

### Band 2022
Festivalen var inställd 2020 och 2021 på grund av pandemi. Den 7-9 juli 2022 anordnades festivalen för femte gången, och hölls denna gång i Dalaborgsparken i Vänersborg.

- Apoptygma Berzerk
- Charta 77
- Das Ich
- Grendel
- Jävlaranamma
- Lastkaj 14
- Lebanon Hanover
- Mimikry
- Priest
- She Past Away
- Sturm Caré
- Vånna Inget
- Abu Nein
- Allvaret
- Aux Animaux
- Canis Lupus
- Cryo
- Dpoint
- Emmon
- Hammare
- Hell:Sector
- Kardborrebandet
- Konsumenterna
- Kårp
- Le Volt
- Memoria
- Nevrosa
- Orange Sector
- Prekariatet
- Starving Insect
- Stephen Paul Taylor
- The Dahmers
- The Drippers
- Then Comes Silence
- Tukt
- Zombiedaddys

### Band 2023
Den 6-8 juli 2023 anordnades festivalen för sjätte gången, och hölls ånyo i Dalaborgsparken i Vänersborg.

- And One
- Assemblage 23
- Attentat
- Gothminister
- Kleerup
- KSMB
- Project X
- Statemachine
- Troublemakers
- Tyske Ludder
- The Mobile Homes
- Antibody
- Arga Fuskbyggarna
- Black Nail Cabaret
- Borgerlig Begravning
- C2
- Cirkus Miramar
- City Saints
- Die Arkitekt
- Dream Drop
- Dödskällan
- Grabyourface
- Kitka
- Kettil
- Kim Stålnacke
- Konspirationen
- Kunt
- Melotron
- Pretty Addicted
- Principe Valiente
- Reclaim the Silence
- Sjöblom
- Skrot
- Strikkland
- The Guilt
- The Headlines
- The Sleeping Carnival
- Torul
- Vanbot
- Viktor Hemgren

### Band 2024
År 2024 hölls festivalen i Dalaborgsparken i Vänersborg den 28-29 juni.
- Go_A
- Sierra
- Lastkaj 14
- Dunderpatrullen
- S.P.O.C.K
- Priest
- Stilla Havet
- Pablo Matisse
- Smäjävlafötter
- O+HER
- Aux animaux
- Statue of Goat
- Stella Sleeps
- VNV Nation
- Mimikry
- Charta 77
- Waveshaper
- Sturm Café
- Ninja-Spark
- Potochkine
- Das Mörtal
- Me the Tiger
- The Sensitives
- Octolab
- Del III